# Iji
Pour les articles homonymes, voir Iji.
Iji est un jeu vidéo freeware incluant des éléments de plate-forme et de tir, développé par Daniel Remar sur Game Maker entre 2004 et 2008.
Sorti en 2008, il connut une révision majeure avec sa version 1.7 en 2017, apportant une mise à jour technique et des améliorations de l'intrigue, de l'interface et des graphismes.

## Trame
Iji est décrit par son auteur comme « System Shock 2 en 2D ». Les joueurs guident le personnage éponyme, une jeune femme améliorée par nanotechnologie à la suite de l'invasion de la Terre par une espèce extraterrestre nommée Tasen. Elle explore un centre de recherche, guidée par la voix de son frère Dan, et cherche à rencontrer le dirigeant des Tasen pour le convaincre de quitter la Terre. Au fil de ses aventures, Iji découvrira les secrets des Tasen, notamment leurs relations conflictuelles avec une autre race extra-terrestre, les Komato. Bien que l'intrigue soit linéaire, les interactions avec les personnages non-joueurs évoluent selon les actions de la protagoniste, pacifiques ou violentes, pouvant mener à des fins différentes.

## Système de jeu
Iji est protégée par un champ de force, et commence le jeu armée d'un fusil de chasse. Sept autres armes peuvent se dénicher en jeu, comme un fusil-mitrailleur, un lance-roquette ou encore des armes extraterrestres. Iji peut aussi fabriquer huit nouvelles armes, en combinant des armes existantes dans des ateliers dédiés. L'expérience, matérialisée par des billes bleues, permet d'augmenter le niveau du personnage, ce qui permet d'améliorer l'une de ses sept compétences. La hauteur de saut et le champ de force peuvent être améliorés par des power-ups.
Les compétences d'Iji sont :
- Santé (Health) : résistance du personnage
- Attaquer (Attack) : efficacité des tirs
- Assimiler (Assimilate) : capacité d'assimilation des nanites
- Force (Strength) : puissance des coups de pied pour défoncer des portes, détruire des machines, projeter ses ennemis, etc.
- Craquer (Crack) : compétence en piratage, permettant de saboter le matériel ennemi, de désactiver des serrures électroniques, etc.
- Tasen : compétence dans la technologie avancée des Tasen
- Komato : compétence dans l'ultra-technologie des Komato

## Accueil
Iji a reçu une majorité de critiques positives, particulièrement pour sa rejouabilité. L.B. Jeffries de PopMatters souligne que le choix entre violence et pacifisme ainsi que les conséquences de ce choix, distinguent Iji des autres jeux. Greg Costikyan de Play This Thing le décrit comme « …un jeu charmant et nostalgique comme on n'en voit plus… », et fut impressionné par son développement sur Game Maker par une seule personne.
Anthony Burch de Destructoid n'est pas si positif, soulignant notamment le fonctionnement binaire des compétences du personnage.